# Syncephalis fuscata
Syncephalis fuscata är en svampart som beskrevs av Indoh 1962. Syncephalis fuscata ingår i släktet Syncephalis och familjen Piptocephalidaceae.   Inga underarter finns listade i Catalogue of Life.